# Línea P1 (AUVASA)
La línea P1 de AUVASA es una línea laboral. Cruza Valladolid de norte a sur pasando por el barrio de San Pedro Regalado, el Hospital Clínico, el centro de la ciudad, el paseo de Zorrilla, el polígono industrial de Argales y el barrio de La Rubia.

## Frecuencias
| DÍA                | LUGAR DE SALIDA    | HORARIOS DE SALIDA |
| ------------------ | ------------------ | ------------------ |
| Laborables         | SAN PEDRO REGALADO | 5:15 y 6:15        |
| Sábados y festivos | SIN SERVICIO       | -                  |

- Durante el mes de agosto el único servicio sale a las 6:15.

## Paradas
| Hacia Polígono Argales/La Rubia             | Correspondencia con líneas: |
| ------------------------------------------- | --------------------------- |
| Pza. Carmen Ferreiro                        | -                           |
| Avda. Santander centro comercial            | -                           |
| Avda. Santander 49 Bº España                | -                           |
| Avda. Santander Pob. Endasa                 | -                           |
| Avda. Palencia 41 Policía Municipal         | -                           |
| C/ Santa Clara 34 esq. Real de Burgos       | -                           |
| C/ Chancillería 5                           | -                           |
| C/ Angustias 5 Teatro Calderón              | P2                          |
| Pza. Universidad esq. López Gómez           | P2                          |
| Pza. España Bola del Mundo                  | P2 P7                       |
| Pza. Zorrilla 3 esq. Santiago               | P7                          |
| Pº Zorrilla 52 esq. Pº Hospital Militar     | P7                          |
| Pº Zorrilla 88 fte. pza. de toros           | P2 P7                       |
| Pº Zorrilla 130 centro comercial            | P2 P7 PSC1                  |
| Pº Zorrilla 166 fte. LAVA                   | P2 P7 PSC1                  |
| C/ Daniel del Olmo esq. Pº Zorrilla         | P2 P7 PSC1                  |
| C/ Daniel del Olmo 6                        | P2 P7 PSC1                  |
| Avda. El Norte de Castilla 14               | P2 P6 P7 PSC1 PSC3          |
| Avda. El Norte de Castilla fte. 19          | P2 P6 P7 PSC1 PSC3          |
| Avda. El Norte de Castilla 48               | P2 P6 P7 PSC1 PSC3          |
| C/ Vázquez de Menchaca 40 esq. Avda. Zamora | P2 P6 P7 PSC1 PSC3          |
| C/ Bronce 3 AUVASA                          | P2 P6 P7 PSC1 PSC3          |
| C/ Vázquez de Menchaca 19                   | P2 P6 P7 PSC1 PSC3          |
| C/ Vázquez de Menchaca 9                    | P2 P6 P7 PSC1 PSC3          |
| C/ Vázquez de Menchaca 5                    | P2 P6 P7 PSC1 PSC3          |
| Solo en el servicio de las 6:15             |                             |
| Pº Zorrilla 198 Bº La Rubia                 | -                           |